# Trofeo Settecolli
Il Trofeo Settecolli è un importante evento internazionale di nuoto che si disputa ogni anno a Roma, presso la piscina scoperta di 50 metri del complesso natatorio del Foro Italico. Solitamente il Trofeo si disputa nelle ultime settimane di giugno. Nel 2025 è giunto alla sua 61ª edizione, ed è considerato il meeting di nuoto più antico al mondo.

## Storia
Il meeting nacque nel 1963 per volontà di Mario Saini, a quel tempo segretario generale del CONI e commissario straordinario della FIN, che voleva proporre una manifestazione nella quale i migliori nuotatori italiani si sarebbero potuti confrontare con i migliori nuotatori di caratura internazionale al di fuori delle competizioni ufficiali come europei, mondiali e olimpiadi. Nato come meeting di soli uomini, le gare inizialmente erano sette, come le specialità presenti all'epoca ai Giochi olimpici.
Nel corso degli anni il trofeo ha visto la partecipazione dei migliori nuotatori italiani, e la presenza di numerosi campioni di caratura mondiale che al trofeo testavano la loro forma all'inizio della stagione estiva, prima degli appuntamenti principali come mondiali e olimpiadi. Numerosi sono i primati italiani battuti al Settecolli, che spesso rappresentava l'ultima occasione per ottenere il "tempo minimo" per qualificarsi alle grandi manifestazioni.